# Zdenko Howora von Leippe
Zdenko Howora von Leippe (Cinko Howara, Czenko Howorra auf Schwentnig, zm. 1 stycznia 1680)  – czesko-śląski szlachcic.
Syn Bertolda  (zm. 1643); pochodził z rodu wywodzącego się z Berków z Hronovic (Ronova), jednego z najstarszych czeskich rodów rycerskich, znanych od X w. Nazwisko pochodzi od miasta Česká Lípa w Czechach. Byli również właścicielami zamku Krumlov. Zdenko przybył na Śląsk  w 1621. W XVIII w. był właścicielem dóbr Świątniki.
Żonaty trzykrotnie z: 
1. (Nieznaną z imienia) von Windischgraetz,
2. Joanną Elżbietą Piastówną (1636-1673), córką Jana Chrystiana brzeskiego, księcia legnicko-brzeskiego, która wniosła mu w wianie majątek Świątniki (niem. Schwentnig) koło Dzierżoniowa (niem. Reichenbach).
3. Bibianną hrabiną von Promnitz.

Zmarł bezpotomnie 1 stycznia 1680. Wdowa Bibianna von Promnitz wyszła za mąż za Rudolfa Fryderyka księcia von Holstein.

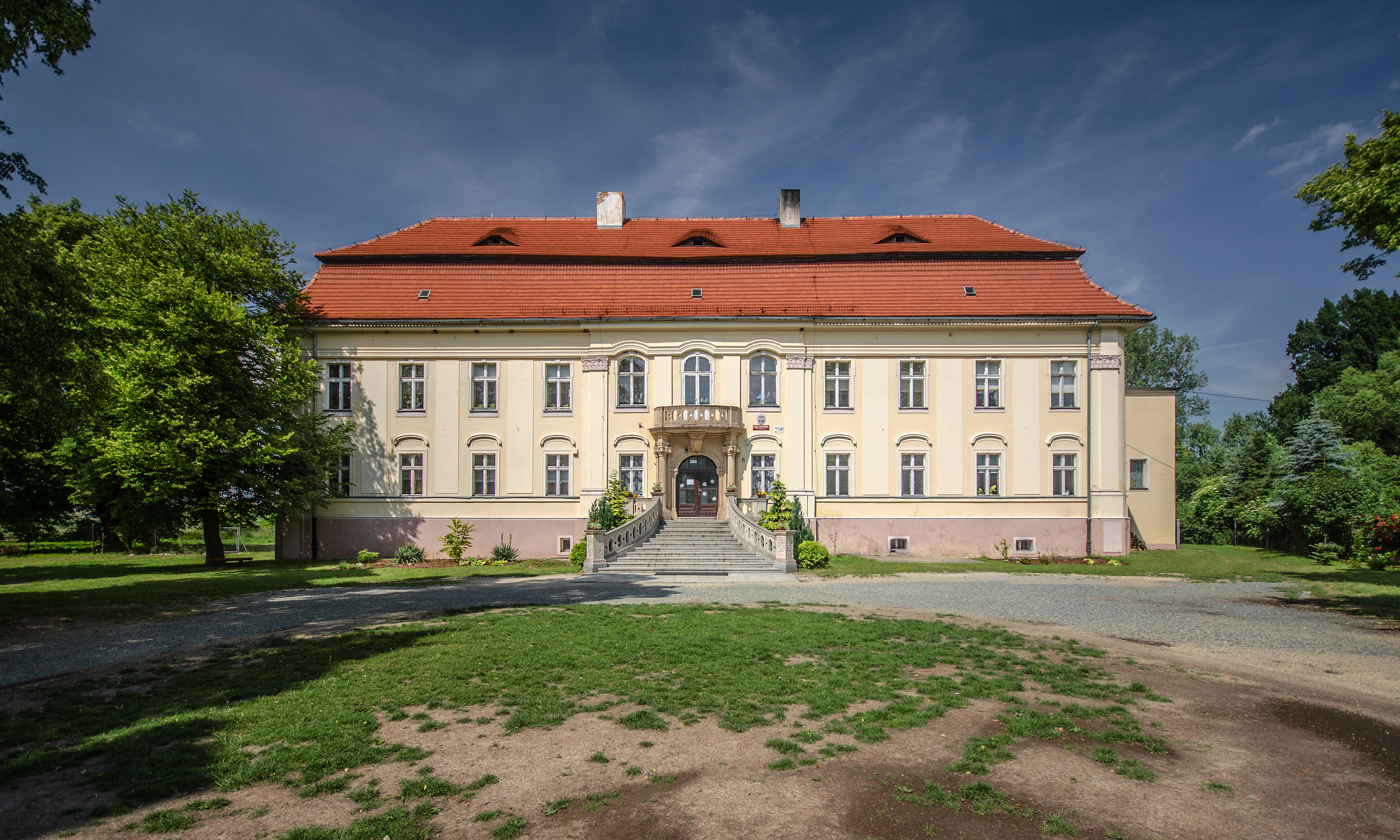
Pałac w Świątnikach
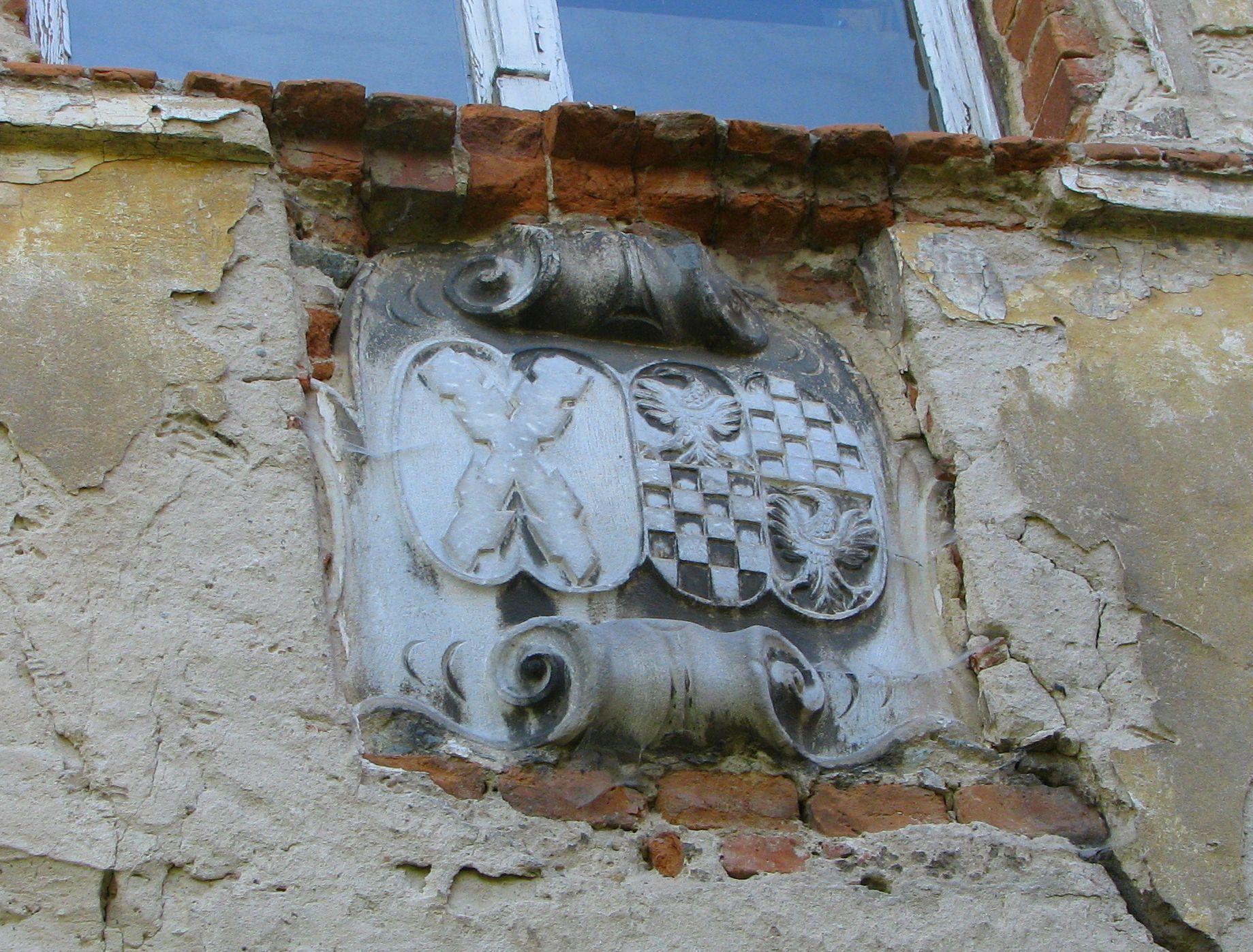
Herby na pałacu
Herb ks. Joanny